# Echeveria amoena
Espèce
Echeveria amoena est une espèce de plantes succulentes de la famille des Crassulaceae.

## Répartition
Echeveria amoena est endémique des régions semi-arides des États de Puebla, de Tlaxcala et de Veracruz au Mexique.

## Description

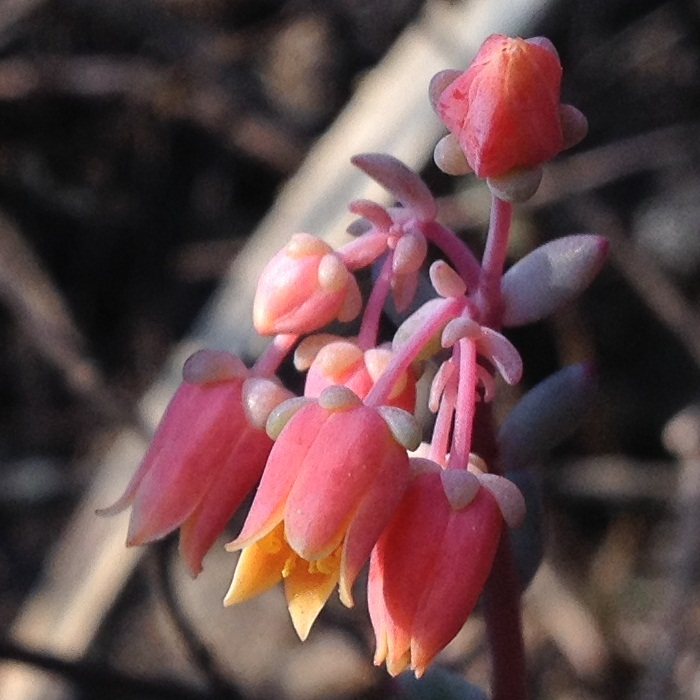
Echeveria amoena, fleurs.

Il s'agit d'une plante herbacée, pérenne dont la tige peut atteindre 8 cm de long. Elle pousse sous la forme d'une rosette compacte, généralement de moins de 5 cm de diamètre, avec des feuilles charnues, obovales-oblancéolées, à marge complète et à apex accumulé.
L'inflorescence est une petite grappe rougeâtre simple, de 10 à 22,5 cm de haut, avec plusieurs bractées alternes ascendantes, succulentes, vertes, rougeâtres ou rose-orange. La corolle comprend des pétales semblables aux bractées

## Systématique
Le nom correct complet (avec auteur) de ce taxon est Echeveria amoena De Smet ex É.Morren.
Echeveria amoena a été décrite en 1875 par Charles Jacques Édouard Morren, attribuée à Louis De Smet, dans les Annales de Botanique et d'Horticulture,.
Echeveria amoena forme également l'hybride Echeveria subalpina × amoena, considéré par certains auteurs comme l'espèce Echeveria meyraniana.
Echeveria amoena a pour synonymes, :
- Echeveria amoena De Smet
- Echeveria microcalyx Britton & Rose
- Echeveria purpusii Britton
- Echeveria pusilla A.Berger
- Sedum amoena (DeSmet ex É.Morren)

### Étymologie
Son épithète spécifique dérive du latin amoena, « agréable, charmant ».